# Pål Gunnar Mikkelsplass
Pål Gunnar Mikkelsplass   (Bromma i Hallingdal, 29 d'abril de 1961) és un esquiador de fons noruec, ja retirat, que va competir durant les dècades de 1980 i 1990. Es casà amb la també esquiadora Marit Wold.
El 1984 va prendre part en els Jocs Olímpics d'Hivern de Sarajevo, on disputà dues proves del programa d'esquí de fons. Fou dotzè en els 30 quilòmetres i dissetè en els 15 quilòmetres. Quatre anys més tard, als Jocs de Calgary, disputà tres proves del programa d'esquí de fons. Guanyà la medalla de plata en la prova dels 15 quilòmetres, rere el soviètic Mikhail Devyatyarov. Fou sisè en els 30 quilòmetres i 4 x 10 quilòmetres i novè en els 50 quilòmetres.
En el seu palmarès també destaquen quatre medalles al Campionat del Món d'esquí nòrdic, dues d'or, una de plata i una de bronze, entre el 1982 i 1989. A la Copa del Món d'esquí de fons aconseguí quatre victòries individuals i vint podis, destacant la tercera posició final en l'edició de 1987-1988. A nivell nacional guanyà tres campionats dels 15 quilòmetres (1986, 1988, 1989) i un dels 50 quilòmetres (1986).
Una vegada retirat, entre el 1999 i el 2002, fou entrenador de l'equip noruec d'esquí de fons.